# سانتا ماريا ماجوري بيدمونت

سانتا ماريا ماجوري بيدمونت.

سانتا ماريا ماجوري هي بلدية في مقاطعة فربانو كوزيو أوسولا وتحديدا في المنطقة الإيطالية بيدمونت، تقع على بعد حوالي 130 كيلومتر (81 ميل) شمال شرق تورينو وحوالي 25 كيلومترا (16 ميل) شمال فيربانيا، على الحدود مع سويسرا. في 31 ديسمبر 2004، كان عدد سكانها من 1236 وتبلغ مساحتها 53.2 كيلومتر مربع (20.5 ميل مربع).

## السكان
في سنة 1861 بلغ عدد السكان 1٬188 نسمة، وتطور العدد ليصل في سنة 2011 لـ 1٬264 نسمة.
يظهر هذا المخطط البياني تطور النمو السكاني لـ سانتا ماريا ماجوري بيدمونت

## روابط خارجية
- comune.santamariamaggiore.vb.it/